# Embalse de la Xoriguera
El embalse de la Xoriguera era una pequeña infraestructura hidráulica española ubicada en el arroyo de Gayá, en el término municipal de Tarrasa, comarca del Vallés Occidental, en la provincia de Barcelona, Cataluña. Fue construido entre 1898 y 1902 con el fin de abastecer de agua a Tarrasa pero se derrumbó en 1944, causando 8 víctimas mortales.